# Кубок Америки з футболу 1991
Кубок Америки 1991 — 35-ий розіграш Кубка Америки, головного футбольного турніру серед національних збірних Південної Америки. Матчі відбувалися з 6 по 21 липня 1991 року в Чилі. Участь брала усі члени КОНМЕБОЛ. Це був останній турнір, в якому брали участь лише члени КОНМЕБОЛу. 
Переможцем втринадцяте стала Аргентина, це була її перша перемога з 1959 року. 

## Арени
| Сантьяго          | Консепсьйон           | Вальпараїсо       | Він'я-дель-Мар    |
| ----------------- | --------------------- | ----------------- | ----------------- |
| Націонал де Чилі  | Муніципальний стадіон | Плая Анча         | Саусаліто         |
| Місткість: 70,000 | Місткість: 35,000     | Місткість: 19,000 | Місткість: 20,000 |
|                   |                       |                   |                   |

## Перший етап

### Група А
| Збірна    | І | В | Н | П | М    | Р   | О |
| --------- | - | - | - | - | ---- | --- | - |
| Аргентина | 4 | 4 | 0 | 0 | 11:3 | +8  | 8 |
| Чилі      | 4 | 3 | 0 | 1 | 10:3 | +7  | 6 |
| Парагвай  | 4 | 2 | 0 | 2 | 7:8  | −1  | 4 |
| Перу      | 4 | 1 | 0 | 3 | 9:9  | 0   | 2 |
| Венесуела | 4 | 0 | 0 | 4 | 1:15 | −14 | 0 |

| 6 липня, 1991 |

| Чилі                   | 2–0 | Венесуела |
| ---------------------- | --- | --------- |
| Рубіо 22' Саморано 34' |     |           |

| Націонал де Чилі, Сантьяго Глядачів: 42,779 Арбітр: Ойос (Колумбія) |

| 6 липня, 1991 |

| Парагвай   | 1–0 | Перу |
| ---------- | --- | ---- |
| Монсон 21' |     |      |

| Націонал де Чилі, Сантьяго Глядачів: 42,779 Арбітр: Ортубе (Болівія) |

| 8 липня, 1991 |

| Чилі                                             | 4–2 | Перу                       |
| ------------------------------------------------ | --- | -------------------------- |
| Рубіо 16' Контрерас 51' (пен.) Саморано 61', 74' |     | Маестрі 59' Дель Солар 71' |

| Муніципальний стадіон, Консепсьйон Глядачів: 18,798 Арбітр: Філіппі (Уругвай) |

| 8 липня, 1991 |

| Аргентина                             | 3–0 | Венесуела |
| ------------------------------------- | --- | --------- |
| Батістута 28', 50' (пен.) Каніджа 43' |     |           |

| Націонал де Чилі, Сантьяго Глядачів: 10,000 Арбітр: Вільявісенсіо (Еквадор) |

| 10 липня, 1991 |

| Парагвай                                                  | 5–0 | Венесуела |
| --------------------------------------------------------- | --- | --------- |
| Неффа 34' Гюрланд 38' Монсон 75', 87' (пен.) Санабрія 81' |     |           |

| Націонал де Чилі, Сантьяго Глядачів: 68,215 Арбітр: Торрес (Колумбія) |

| 10 липня, 1991 |

| Аргентина     | 1–0 | Чилі |
| ------------- | --- | ---- |
| Батістута 81' |     |      |

| Націонал де Чилі, Сантьяго Глядачів: 68,215 Арбітр: Райт (Бразилія) |

| 12 липня, 1991 |

| Перу                                                           | 5–1 | Венесуела             |
| -------------------------------------------------------------- | --- | --------------------- |
| Ла Роса 9', 55' Кавалльйо 21' (авт.) Дель Солар 58' Хірано 62' |     | Дель Солар 14' (авт.) |

| Націонал де Чилі, Сантьяго Глядачів: 3,000 Арбітр: Ойос (Колумбія) |

| 12 липня, 1991 |

| Аргентина                                         | 4–1 | Парагвай    |
| ------------------------------------------------- | --- | ----------- |
| Батістута 40' Сімеоне 61' Астрада 70' Каніджа 81' |     | Кардосо 79' |

| Муніципальний стадіон, Консепсьйон Глядачів: 10,000 Арбітр: Філіппі (Уругвай) |

| 14 липня, 1991 |

| Аргентина                           | 3–2 | Перу                        |
| ----------------------------------- | --- | --------------------------- |
| Латорре 3' Кравіотто 51' Гарсія 57' |     | Яньєс 35' (пен.) Хірано 65' |

| Націонал де Чилі, Сантьяго Глядачів: 67,902 Арбітр: Ортубе (Болівія) |

| 14 липня, 1991 |

| Чилі                                      | 4–0 | Парагвай |
| ----------------------------------------- | --- | -------- |
| Рубіо 12' Саморано 15' Естай 63' Вера 68' |     |          |

| Націонал де Чилі, Сантьяго Глядачів: 67,902 Арбітр: Райт (Бразилія) |

### Група B
| Збірна   | І | В | Н | П | М   | Р  | О |
| -------- | - | - | - | - | --- | -- | - |
| Колумбія | 4 | 2 | 1 | 1 | 3:1 | +2 | 5 |
| Бразилія | 4 | 2 | 1 | 1 | 6:5 | +1 | 5 |
| Уругвай  | 4 | 1 | 3 | 0 | 4:3 | +1 | 5 |
| Еквадор  | 4 | 1 | 1 | 2 | 6:5 | +1 | 3 |
| Болівія  | 4 | 0 | 2 | 2 | 2:7 | −5 | 2 |

| 7 липня, 1991 |

| Колумбія     | 1–0 | Еквадор |
| ------------ | --- | ------- |
| де Авіла 25' |     |         |

| Плая Анча, Вальпараїсо Глядачів: 13,828 Арбітр: Ескобар (Парагвай) |

| 7 липня, 1991 |

| Уругвай    | 1–1 | Болівія    |
| ---------- | --- | ---------- |
| Кастро 73' |     | Суарес 16' |

| Плая Анча, Вальпараїсо Глядачів: 13,828 Арбітр: Масіел (Парагвай) |

| 9 липня, 1991 |

| Уругвай           | 1–1 | Еквадор     |
| ----------------- | --- | ----------- |
| Мендес 49' (пен.) |     | Агінага 44' |

| Саусаліто, Він'я-дель-Мар Глядачів: 18,430 Арбітр: Кастро (Чилі) |

| 9 липня, 1991 |

| Бразилія                  | 2–1 | Болівія              |
| ------------------------- | --- | -------------------- |
| Нето 5' (пен.) Бранко 47' |     | Е. Санчес 89' (пен.) |

| Саусаліто, Він'я-дель-Мар Глядачів: 18,430 Арбітр: Рамірес (Перу) |

| 11 липня, 1991 |

| Колумбія | 0–0 | Болівія |
| -------- | --- | ------- |
|          |     |         |

| Саусаліто, Він'я-дель-Мар Глядачів: 19,350 Арбітр: Фаріас (Венесуела) |

| 11 липня, 1991 |

| Бразилія       | 1–1 | Уругвай    |
| -------------- | --- | ---------- |
| Жуан Паулу 29' |     | Мендес 66' |

| Саусаліто, Він'я-дель-Мар Глядачів: 19,350 Арбітр: Лоустау (Аргентина) |

| 13 липня, 1991 |

| Еквадор                                        | 4–0 | Болівія |
| ---------------------------------------------- | --- | ------- |
| Агінага 32' Авілес 42', 73' Рамірес 80' (пен.) |     |         |

| Саусаліто, Він'я-дель-Мар Глядачів: 17,250 Арбітр: Кастро (Чилі) |

| 13 липня, 1991 |

| Колумбія                 | 2–0 | Бразилія |
| ------------------------ | --- | -------- |
| де Авіла 35' Ігуаран 66' |     |          |

| Саусаліто, Він'я-дель-Мар Глядачів: 17,250 Арбітр: Масіел (Парагвай) |

| 15 липня, 1991 |

| Уругвай    | 1–0 | Колумбія |
| ---------- | --- | -------- |
| Мендес 19' |     |          |

| Саусаліто, Він'я-дель-Мар Глядачів: 19,000 Арбітр: Лоустау (Аргентина) |

| 15 липня, 1991 |

| Бразилія                                         | 3–1 | Еквадор     |
| ------------------------------------------------ | --- | ----------- |
| М. Олівейра 8' Марсіо Сантос 54' Луїс Енріке 89' |     | Муньйос 12' |

| Саусаліто, Він'я-дель-Мар Глядачів: 19,000 Арбітр: Ескобар (Парагвай) |

## Фінальний раунд
| Збірна    | І | В | Н | П | М   | Р  | О |
| --------- | - | - | - | - | --- | -- | - |
| Аргентина | 3 | 2 | 1 | 0 | 5:3 | +2 | 5 |
| Бразилія  | 3 | 2 | 0 | 1 | 6:3 | +3 | 4 |
| Чилі      | 3 | 0 | 2 | 1 | 1:3 | −2 | 2 |
| Колумбія  | 3 | 0 | 1 | 2 | 2:5 | −3 | 1 |

| 17 липня, 1991 |

| Аргентина                    | 3–2 | Бразилія                 |
| ---------------------------- | --- | ------------------------ |
| Франко 1', 39' Батістута 46' |     | Бранко 5' Жуан Паулу 52' |

| Націонал де Чилі, Сантьяго Глядачів: 44,005 Арбітр: Масіел (Парагвай) |

| 17 липня, 1991 |

| Чилі         | 1–1 | Колумбія    |
| ------------ | --- | ----------- |
| Саморано 74' |     | Ігуаран 37' |

| Націонал де Чилі, Сантьяго Глядачів: 44,005 Арбітр: Філіппі (Уругвай) |

| 19 липня, 1991 |

| Аргентина | 0–0 | Чилі |
| --------- | --- | ---- |
|           |     |      |

| Націонал де Чилі, Сантьяго Глядачів: 37,612 Арбітр: Філіппі (Уругвай) |

| 19 липня, 1991 |

| Бразилія                     | 2–0 | Колумбія |
| ---------------------------- | --- | -------- |
| Ренато 29' Бранко 76' (пен.) |     |          |

| Націонал де Чилі, Сантьяго Глядачів: 37,612 Арбітр: Рамірес (Перу) |

| 21 липня, 1991 |

| Бразилія                       | 2–0 | Чилі |
| ------------------------------ | --- | ---- |
| М. Олівейра 8' Луїс Енріке 55' |     |      |

| Націонал де Чилі, Сантьяго Глядачів: 45,104 Арбітр: Лоустау (Аргентина) |

| 21 липня, 1991 |

| Аргентина                 | 2–1 | Колумбія     |
| ------------------------- | --- | ------------ |
| Сімеоне 11' Батістута 19' |     | де Авіла 70' |

| Націонал де Чилі, Сантьяго Глядачів: 45,104 Арбітр: Ескобар (Парагвай) |

| Кубок Америки з футболу 1991 |
| ---------------------------- |
| Аргентина 13-й титул         |